# 御返地バイパス
御返地バイパス（ごへんちバイパス）は、岩手県道6号二戸五日市線のバイパス道路である。

## 概要
東北新幹線盛岡駅以北延伸関連事業の一環として計画され、着工された。まず似鳥地区から二戸市街方向に向かう区間を、馬淵川に希望大橋（のぞみおおはし）を架けて直接国道4号へ合流するように新道を建設し、2000年（平成12年）12月に一部開通。これにより旧ルートにあった幅員狭小・落石・冠水危険箇所を避け、県道6号の起点は二戸市石切所地区から一戸町内へ移動した（対岸の男神岩・女神岩の麓を通る旧道は両側にゲートが設けられ廃道）。2002年（平成14年）7月5日に全区間が開通した（工区名「似鳥・合川工区」）。幅員狭小・急カーブ区間と落石危険箇所を解消した。途中にはトンネル2箇所（御返地トンネル・似鳥トンネル）、橋梁6箇所が新設された。

### 路線データ
- 起点：二戸郡一戸町鳥越字駒木平（希望大橋東丁字路・国道4号交点）
- 終点：二戸市福田字川袋（御返地トンネル西口）

## 地理

### 交差する道路
- 二戸広域農道（二戸市似鳥字大向）